# Owen Moffat
Owen Moffat (* 6. Januar 2002 in Stirling) ist ein schottischer Fußballspieler, der beim Greenock Morton in der Scottish Championship unter Vertrag steht.

## Karriere
Owen Moffat wurde in Stirling, nordwestlich von Edinburgh, geboren. Moffat trat im Alter von 8 Jahren der Jugendakademie von Celtic Glasgow bei. Im Januar 2021 unterzeichnete Moffat einen langfristigen Vertrag bis 2024. Nachdem die Stürmer Kyōgo Furuhashi, Albian Ajeti und Giorgos Giakoumakis durch Verletzungen ausfielen, wurde Moffat im Dezember 2021 für das Nachholspiel gegen Ross County in den Kader der ersten Mannschaft von Trainer Ange Postecoglou aufgenommen. Moffat debütierte gegen Ross nach seiner Einwechslung für Adam Montgomery in der Profimannschaft von Celtic, die das Spiel mit 2:1 gewann. Eine Woche später wurde Moffat im Endspiel um den Schottischen Ligapokal eingewechselt, das Celtic gewann.
Am 30. August 2022 wechselte Moffat nach England zum FC Blackpool. Er unterzeichnete einen Dreijahresvertrag mit dem Verein, mit einer Option für ein weiteres Jahr. Im September 2023 wurde Moffat für eine Saison zum schottischen Zweitligisten Dunfermline Athletic verliehen.

## Erfolge
mit Celtic Glasgow:
- Schottischer Ligapokal (1): 2022